# ميخائيل أرمسترونغ (كاتب)
ميخائيل أرمسترونغ (بالإنجليزية: Michael Armstrong)‏ هو كاتب سيناريو بريطاني، ولد في 24 يوليو 1944 في بولتن في المملكة المتحدة.

## وصلات خارجية
- ميخائيل أرمسترونغ على موقع IMDb (الإنجليزية)
- ميخائيل أرمسترونغ على موقع IMDb (الإنجليزية)
- ميخائيل أرمسترونغ على موقع قاعدة بيانات الفيلم (الإنجليزية)